# Bruno del Pino
Bruno del Pino Ventos (Barcelona, España, 20 de junio de 2006) es un piloto de automovilismo español. En 2025 compite en el Campeonato de Fórmula 3 de la FIA con MP Motorsport, equipo con el que resultó tercero en la Eurocup-3 en 2024. También fue tercero en los Motorsport Games de la FIA de Fórmula 4 en 2022.
Es el sobrino del expiloto de Fórmula 1 Pedro de la Rosa (n. 1971).

## Carrera deportiva

### Karting
Del Pino inició su carrera en el karting en 2017, participando en diversas competiciones, como los campeonatos de Europa y el Campeonato Mundial de Karting de la FIA. Su mejor resultado fue un 5.º puesto en la IAME Winter Cup 2018 en la categoría X30 Mini, además de un 9.º lugar en el Campeonato de Europa CIK-FIA 2020. El piloto español también finalizó en 9.ª posición en la WSK Open Cup 2021 en la categoría OK.

### Inicios en monoplazas
Del Pino debutó en la Fórmula 4 en el Campeonato de España de F4 en 2022 con el equipo Drivex, dirigido por su tío Pedro de la Rosa, compartiendo equipo con Maksim Arkhangelskiy y Gaël Julien. Terminó la temporada en la 16.ª posición con 24 puntos.
Además, representó a la selección de España en los Motorsport Games de la FIA de Italia en 2022 para la Fórmula 4. Se clasificó en la 11.ª posición, finalizó 5.º en la carrera clasificatoria y consiguió el tercer puesto en la carrera principal, obteniendo así la medalla de bronce.

### Fórmula Regional

#### Campeonato de Fórmula Regional Europea
En 2023, Del Pino debutó en el Campeonato de Fórmula Regional Europea con el equipo MP Motorsport durante la séptima ronda, en el circuito de Red Bull Ring. Compartió equipo con Dilano Van ‘T Hoff, Victor Bernier y Sami Meguetounif.

#### Campeonato de Fórmula Regional de Medio Oriente
En 2024, se une a MP Motorsport para participar en el Campeonato de Fórmula Regional de Medio Oriente. El piloto español termina en la 16.ª posición del campeonato con 18 puntos.

### Eurocup-3
Del Pino se unió al campeonato Eurocup-3 en 2023 siguiendo con el equipo MP Motorsport, junto al también español Mari Boya, Sebastian Øgaard, Sebastian Gravlund y José Garfias. Es muy constante a lo largo de la temporada, obteniendo puntos en catorce de las dieciséis carreras. Esta actuación le permite ganar el título de mejor novato.
Para 2024, Del Pino compite en una nueva temporada de la Eurocup-3, nuevamente con MP Motorsport. Termina en la 3.ª posición del campeonato general con 3 victorias, 8 podios, 1 pole position y 3 mejores vueltas en carrera.

### Campeonato de Fórmula 3 de la FIA
En 2025, del Pino se une a la Fórmula 3 de la FIA con MP Motorsport, junto a Alessandro Giusti y Tim Tramnitz.

### Fórmula 1
Del Pino formó parte de los test de jóvenes pilotos de la Academia de pilotos de Ferrari del 28 de junio al 2 de julio de 2021. Cuatro pilotos nacidos en 2006 formaron parte de las pruebas para ingresar a Ferrari en Maranello. El ACI eligió a dos italianos: Brando Badoer, hijo del ex piloto de Fórmula 1 Luca Badoer, y a Andrea Kimi Antonelli. Los otros dos fueron el español y el finlandés Tuukka Taponen.
El catalán se unió a una lista de españoles que estuvieron en las pruebas preliminares de la Academia de Ferrari como Bruno Soriano, Álex Palou, Marta Ariza, Marta García, Javier Cobián o David Vidales, el último en hacerlo en 2016.

## Resumen de carrera
| Temporada | Categoría                                       | Equipo        | Carreras     | Victorias    | Poles        | VR           | Podios       | Puntos       | Pos.         |
| --------- | ----------------------------------------------- | ------------- | ------------ | ------------ | ------------ | ------------ | ------------ | ------------ | ------------ |
| 2022      | Campeonato de España de F4                      | Drivex School | 21           | 0            | 0            | 0            | 0            | 24           | 16.º         |
| 2023      | Campeonato de Fórmula Regional Europea          | MP Motorsport | 2            | 0            | 0            | 0            | 0            | 0            | 32.º         |
| 2023      | Eurocup-3                                       | MP Motorsport | 16           | 0            | 0            | 0            | 0            | 113          | 7.º          |
| 2024      | Campeonato de Fórmula Regional de Medio Oriente | MP Motorsport | 15           | 0            | 0            | 0            | 0            | 18           | 16.º         |
| 2024      | Eurocup-3                                       | MP Motorsport | 16           | 3            | 1            | 3            | 8            | 209          | 3.º          |
| 2025      | Campeonato de Fórmula 3 de la FIA               | MP Motorsport | Disputándose | Disputándose | Disputándose | Disputándose | Disputándose | Disputándose | Disputándose |
| Fuente:   |                                                 |               |              |              |              |              |              |              |              |

## Resultados

### Campeonato de Fórmula 3 de la FIA
(Clave) (negrita indica pole position) (cursiva indica vuelta rápida puntuable)

| Año   | Escudería     | 1   | 1   | 2   | 2   | 3   | 3   | 4   | 4   | 5   | 5   | 6   | 6   | 7   | 7   | 8   | 8   | 9   | 9   | 10  | 10  | Pos. | Puntos | Ref.   |
| ----- | ------------- | --- | --- | --- | --- | --- | --- | --- | --- | --- | --- | --- | --- | --- | --- | --- | --- | --- | --- | --- | --- | ---- | ------ | ------ |
| 2025* | MP Motorsport | MEL | MEL | SAK | SAK | IMO | IMO | MON | MON | BAR | BAR | SPI | SPI | SIL | SIL | SPA | SPA | BUD | BUD | MNZ | MNZ | 22.º | 13     | [ 10 ] |
| 2025* | MP Motorsport | Ret | 23  | 18  | 9   | 2   | 27  | 22  | NC  | 12  | 17  | 22  | 19  | 20  | 9   |     |     |     |     |     |     | 22.º | 13     | [ 10 ] |

- * Temporada en progreso.